# Isleton
Isleton (Isleton city) ist eine Stadt im Sacramento County im US-Bundesstaat Kalifornien mit 794 Einwohnern (Stand: 2020).

## Lage
Isleton liegt in Nordamerika am Sacramento River, 36,2 km von Stockton und 42 km von Concord entfernt.

## Geschichte
Isleton geht auf eine Ansiedlung 1874 von Josiah Pool zurück. Er hat einen Hafendamm entlang des Flusses Sacramento gebaut, danach nahm die Stadt eine Aufschwung. Isleton wurde 1878 und 1881 geflutet. 1890, 1907, und 1972 gab es weitere Fluten. Als selbständige Gemeinde wurde der Ort jedoch erst 1923 gegründet. Als die Landwirtschaft im umliegenden Gebiet entwickelte sich, drei Konservenfabriken öffneten sich in Isleton. 1875 begannen die Chinesen in Isleton einzuwandern und der Höhepunkt ihrer Bevölkerungszahl erreichte 1500 Einwohner. Die Stadt hatte auch ein Japantown die östlich von der Chinatown lag. Beide sind im National Register of Historic Places registriert. Bekannt ist die Stadt heutzutage durch das Crawdad Festival, welches seit 1986 hier stattfindet. Mehr als 100.000 Menschen kommen jährlich zu diesem Anlass. Dies hat der Stadt auch den Beinamen "Crawdad Town USA" eingebracht.

## Söhne und Töchter der Stadt
- Pat Morita (1932–2005), Schauspieler